# Jean-Christophe Keck
Jean-Christophe Keck (geboren 1964 in Briançon) ist ein französischer Dirigent und Musikwissenschaftler. Er ist Herausgeber der „Offenbach Edition Keck“ (OEK) zum Komponisten Jacques Offenbach.         

## Leben
Keck studierte am Pariser Konservatorium Dirigieren und Gesang. Seine Karriere als Tenor gab er nach einigen Engagements auf und konzentrierte sich auf die Orchesterleitung. Keck hatte verschiedene Engagements als Dirigent, so beim Orchestre National d’Île-de-France, beim Orchestre de l’Opéra de Tours und dem Orchestre Régional de Cannes. Er arbeitet seit 1999 regelmäßig mit dem Orchestre Pasdeloup und dem Kammerorchester Pro 05 zusammen. Keck tritt auch als Radiomoderator bei France Musique auf. Im April 2012 dirigierte er von Offenbach Ba-ta-clan und Mesdames de la Halle an der Hochschule für Musik „Hanns Eisler“ Berlin.
Beim Verlag Boosey & Hawkes ist Keck seit 1999 Herausgeber der „Offenbach Edition Keck“ (OEK). Beim Festival de Radio-France Montpellier wurde 2002 die von Keck überarbeitete Fassung von Les Fées du Rhin inszeniert. Auch die Bühnenwerke La Périchole, La Grande-Duchesse de Gérolstein, La Vie Parisienne, Orphée aux enfers und Les Brigands wurden bereits in der Keckschen Neuausgabe inszeniert. Zu der unvollendeten Oper Les Contes d’Hoffmann bietet der Schott-Verlag Kecks Forschungsergebnisse zusammen mit denen von Michael Kaye als „Kaye-Keck-Fassung“ an.  
2008 schuf Keck das Plattenlabel „Orphée 58“, das sich auf die Musik von Offenbach konzentriert.  
Keck hat bei den Nachkommen von  Jacques Offenbach bislang unbekannte Noten und Handschriften des Komponisten aufgefunden, die der Erschließung harren.

## Aufnahmen als Dirigent
- Ballade Symphonique. Orchestre national de Montpellier, Accord, 2005
- Le Financier et le Savetier, et autre délices. Orchestre des Concerts Pasdeloup, Accord, 2007